# Barbara Poloczkowa
Barbara Poloczkowa (25. prosince 1921, Varšava – 8. února 1994, Těšín) byla polská historička a archivářka.
Od roku 1961 působila v Muzeu Těšínského Slezska; v letech 1968–1974 byla ředitelkou Beskydského muzea ve Visle (Muzeum Beskidzkie w Wiśle). Následně byla v letech 1974–1986 vedoucí těšínského oddělení Státního archivu v Katovicích.
Publikovala i v češtině v časopise Těšínsko.